# Ромоданка
Ромоданка (тат. Рамодан)— река на юге Алексеевского района Татарстана. Правый приток реки Актай.

## Описание
Длина реки 15 км, площадь бассейна 120 км². Исток в лесном массиве в 4 км к северо-западу от деревни Александровка. Общее направление течения — западное. Протекает через село Ромодан и впадает в Актай в деревне Гурьевка, там же перед устьем принимает основной приток — реку Шкимерка (пр.).
В верхнем течении долина реки покрыта лесной растительностью. Русло извилистое в среднем и нижнем течении. На реке и притоках имеются пруды.
В бассейне расположены также село Масловка и посёлок Савинский — всего в бассейне 4 населённых пункта с общей численностью населения 0,8 тыс. человек (2010).

## Данные водного реестра
По данным государственного водного реестра России относится к Нижневолжскому бассейновому округу, водохозяйственный участок реки — Камский участок Куйбышевского водохранилища от устья Камы до пгт Камское Устье без рек Шешма и Волга, речной подбассейн реки — нет. Речной бассейн реки — Волга от верховий Куйбышевского водохранилища до впадения в Каспий.
Код водного объекта в государственном водном реестре — 11010000312112100004491.